# Glenea ochreosignata
Glenea ochreosignata é uma espécie de escaravelho da família Cerambycidae. Foi descrita por Karl-Ernst Hüdepohl em 1995.  É conhecida a sua existência na Malásia.